# Demografie Frankreichs
Die Demografie Frankreichs wird vom Nationalen Institut für Statistik und Wirtschaft (INSEE) überwacht. Zum 1. Januar 2023 lebten in Frankreich 68.042.591 Menschen, einschließlich aller fünf überseeischen Départements (2.207.754 Einwohner), jedoch ohne die überseeischen Gebiete und Territorien (604.000 Einwohner). 65.834.837 davon lebten im französischen Mutterland, dem europäischen Festland. Dieses wird als France métropolitaine bezeichnet und gilt als eigentliches Kernland, während die Überseegebiete ein Erbe des Kolonialismus sind. Frankreich liegt in der Rangliste der bevölkerungsreichsten Länder auf Rang 21 weltweit und lag auf Rang drei der bevölkerungsreichsten Länder in Europa hinter Russland, Deutschland und minimal vor dem Vereinigten Königreich. Frankreich war historisch betrachtet für lange Zeit das bevölkerungsreichste Land in Europa. Aufgrund des hohen Entwicklungsstandes des Landes begann der demografische Übergang, der im fortgeschrittenen Zustand zu einem Sinken des Bevölkerungswachstums führt, in Frankreich bereits früh. Deshalb hatten zu Beginn des 20. Jahrhunderts andere europäische Länder wie Deutschland und Russland Frankreich eingeholt. Mit dem Babyboom nach dem Zweiten Weltkrieg erlebte Frankreich schließlich wieder einen deutliche Beschleunigung des Bevölkerungswachstums. Heute zählt Frankreich zu den Ländern mit einer im europaweiten Vergleich relativ hohen Fertilitätsrate von circa 1,9 Kindern pro Frau, was mit einer familienfreundlichen Politik erklärbar ist. Weitere demografische Eigenschaften sind eine der höchsten Lebenserwartungen der Welt und eine fortschreitende Alterung der Bevölkerung, die dank der höheren Geburtenzahlen allerdings weniger schnell verläuft als in vergleichbaren Staaten. In den letzten Jahren verzeichnete das Land deshalb ein langsames aber stetiges Bevölkerungswachstum von etwa 0,5 % pro Jahr. Es wird deshalb ein langfristiges Ansteigen der Bevölkerung auf circa 70 Millionen Einwohner im Jahr 2050 prognostiziert. Andere Quellen haben eine Überschreitung der 70-Millionen-Marke für 2030 vorausgesagt, 75 Millionen Einwohner könnten demnach 2060 erreicht werden.
Seit der Zeit der Französischen Revolution verfügt das Land über eine relativ gute Bevölkerungserfassung. Es dürfen von Behörden jedoch keine Daten zu der ethnischen Herkunft und der Religionszugehörigkeit erhoben werden, da dies dem in der Verfassung verankertem Gleichheitsprinzip widersprechen würde. Derartige Daten können deshalb nur geschätzt werden.

## Historische Entwicklung
| Jahr | Bevölkerung | Jahr | Bevölkerung | Jahr | Bevölkerung |
| ---- | ----------- | ---- | ----------- | ---- | ----------- |
| 0001 | 7.000.000   | 1811 | 30.271.000  | 1901 | 40.681.000  |
| 0120 | 7.200.000   | 1816 | 30.573.000  | 1906 | 41.067.000  |
| 0850 | 6.000.000   | 1826 | 32.665.000  | 1921 | 39.108.000  |
| 1226 | 16.000.000  | 1831 | 33.595.000  | 1926 | 40.581.000  |
| 1345 | 20.200.000  | 1836 | 34.293.000  | 1931 | 41.524.000  |
| 1400 | 16.600.000  | 1841 | 34.912.000  | 1936 | 41.502.000  |
| 1457 | 19.700.000  | 1846 | 36.097.000  | 1946 | 40.506.639  |
| 1580 | 20.000.000  | 1851 | 36.472.000  | 1954 | 42.777.162  |
| 1594 | 18.500.000  | 1856 | 36.715.000  | 1962 | 46.519.997  |
| 1600 | 20.000.000  | 1861 | 37.386.000  | 1968 | 49.780.543  |
| 1670 | 18.000.000  | 1866 | 38.067.000  | 1975 | 52.655.864  |
| 1700 | 21.000.000  | 1872 | 37.653.000  | 1982 | 54.334.871  |
| 1715 | 19.200.000  | 1876 | 38.438.000  | 1990 | 56.615.155  |
| 1740 | 24.600.000  | 1881 | 39.239.000  | 1999 | 58.520.688  |
| 1792 | 28.000.000  | 1886 | 39.783.000  | 2006 | 61.399.733  |
| 1801 | 29.361.000  | 1891 | 39.946.000  | 2016 | 64.513.000  |

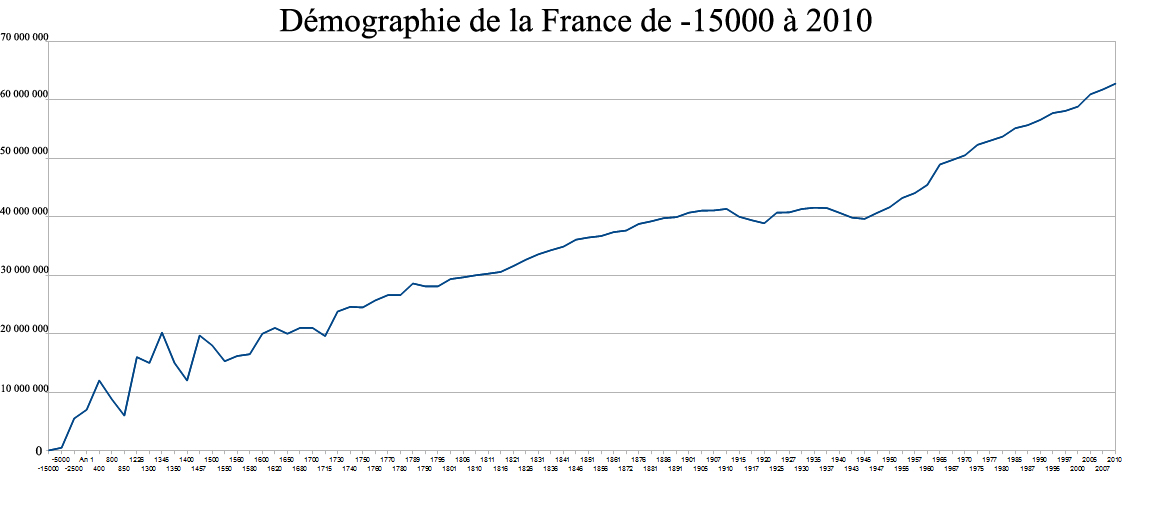
Bevölkerungsentwicklung von 15000 v. Chr. bis 2010

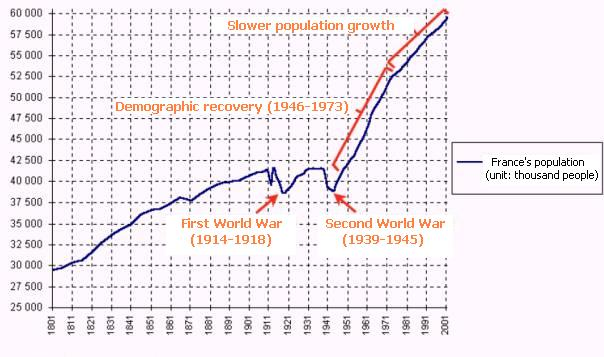
Bevölkerungsentwicklung im 19. und 20. Jahrhundert

Die Bevölkerung des heutigen französischen Territoriums betrug im Jahre 120 während der römischen Ära schätzungsweise etwa 7,2 Millionen. Mit dem Niedergang des Römischen Reiches begann ein Rückgang der Bevölkerung auf etwa 6 Millionen Mitte des 9. Jahrhunderts. Die Bevölkerung erlebte mit dem Königreich Frankreich einen langsamen, aber stetigen Aufschwung. Im Mittelalter waren schließlich mehr als ein Viertel der europäischen Bevölkerung Franzosen; im 17. Jahrhundert war es noch ein Fünftel.
1550 hatte Frankreich mit 19 % der Bevölkerung die höchste Alphabetisierung in Europa (in Italien lag sie bei 18 %, in Deutschland bei 16 % und in Schweden bei 1 %). Ab dem Jahr 1800 war die historische Entwicklung der Bevölkerung in Frankreich für Europa untypisch. Anders als im übrigen Europa gab es in Frankreich im 19. und in der ersten Hälfte des 20. Jahrhunderts kein starkes Bevölkerungswachstum. Die Geburtenrate in Frankreich ging zum Teil viel früher zurück als im übrigen Europa, wohl auch weil die Erbschaftsgesetze die Aufteilung des Vermögens an alle Kinder zu gleichen Teilen vorschrieben, während im Vereinigten Königreich das Vermögen an den ältesten Sohn oder das älteste Kind weitergegeben werden konnte. In Frankreich war außerdem die Empfängnisverhütung schon sehr früh weit verbreitet. Zudem versetzten die Napoleonischen Kriege dem demografischen Wachstum einen schweren Schlag. Allein der Russlandfeldzug 1812 kostete etwa einer halben Million Franzosen das Leben. Der niedrigere Bevölkerungsdruck Frankreichs im 19. Jahrhundert spiegelte sich in der sehr niedrigen Auswanderungsrate des Landes in die Neue Welt wider. Es kam allerdings zu Abwanderung in die französischen Kolonien, vor allem nach Algerien. Schon in dieser Zeit erhielt Frankreich Zuwanderer aus Spanien und Italien, die von den höheren Löhnen angelockt wurden.
Die französische Bevölkerung wuchs zwischen 1871 und 1911 nur um 8,6 %, während die deutsche um 60 % und die britische um 54 % wuchsen. Die langsame Bevölkerungsentwicklung führten zu weit verbreiteten Ängsten vor dem nationalen Niedergang des Landes, der durch die Gebietsverluste im Deutsch-Französischen Krieg 1871 verstärkt wurden. Die Nationale Allianz für das Wachstum der französischen Bevölkerung (ANAPF) wurde 1896 gegründet, und der Prix Cognacq-Jay und andere Preise wurden für die Eltern von Großfamilien ins Leben gerufen. Dennoch alterte und stagnierte die Bevölkerung weiter. Einige Historiker vermuten, dass das Deutsche Reich Frankreich 1914 angriff, da es vermutete, die gealterte Nation schnell besiegen zu können. Der Erste Weltkrieg stellte für das Land ein beispielloses Desaster dar, welches zu einem nationalen Trauma wurde. Insgesamt kamen 1,4 Millionen Franzosen ums Leben. Diesen demografischen Verlust konnte Frankreich nur schwer kompensieren, da ein bedeutender Teil der jungen männlichen Bevölkerung im Krieg ausgelöscht wurde, was zur schnellen deutschen Besetzung Frankreichs im Zweiten Weltkrieg beigetragen haben könnte.
Zwischen 1931 und 1946 verzeichnen Volkszählungsergebnisse ein Sinken der Bevölkerung von 41,5 auf 40,1 Millionen Einwohner. Frankreich erlebte nach 1945 schließlich eine deutliche Steigerung der Geburtenzahlen, der auch mit einem wirtschaftlichen Aufschwung zusammenfällt. Ab den 1960er Jahren kehrten zudem mehr als eine Million Franzosen aus Algerien zurück und die Einwanderung nach Frankreich aus den ehemaligen Kolonien und Südeuropa stieg deutlich an. Seit 1975 hat sich das Bevölkerungswachstum in Frankreich erheblich verringert, ist aber immer noch etwas höher als im übrigen Europa und viel schneller als Ende des 19. Jahrhunderts und in der ersten Hälfte des 20. Jahrhunderts. So hat sich das Verhältnis inzwischen umgekehrt und Frankreichs Bevölkerung wächst schneller als der Rest Europas, nachdem es davor genau umgekehrt war.
Folgende Tabelle gibt Überblick über die historische Bevölkerungsentwicklung von Frankreich (Metropolitan):

## Bevölkerungszentren

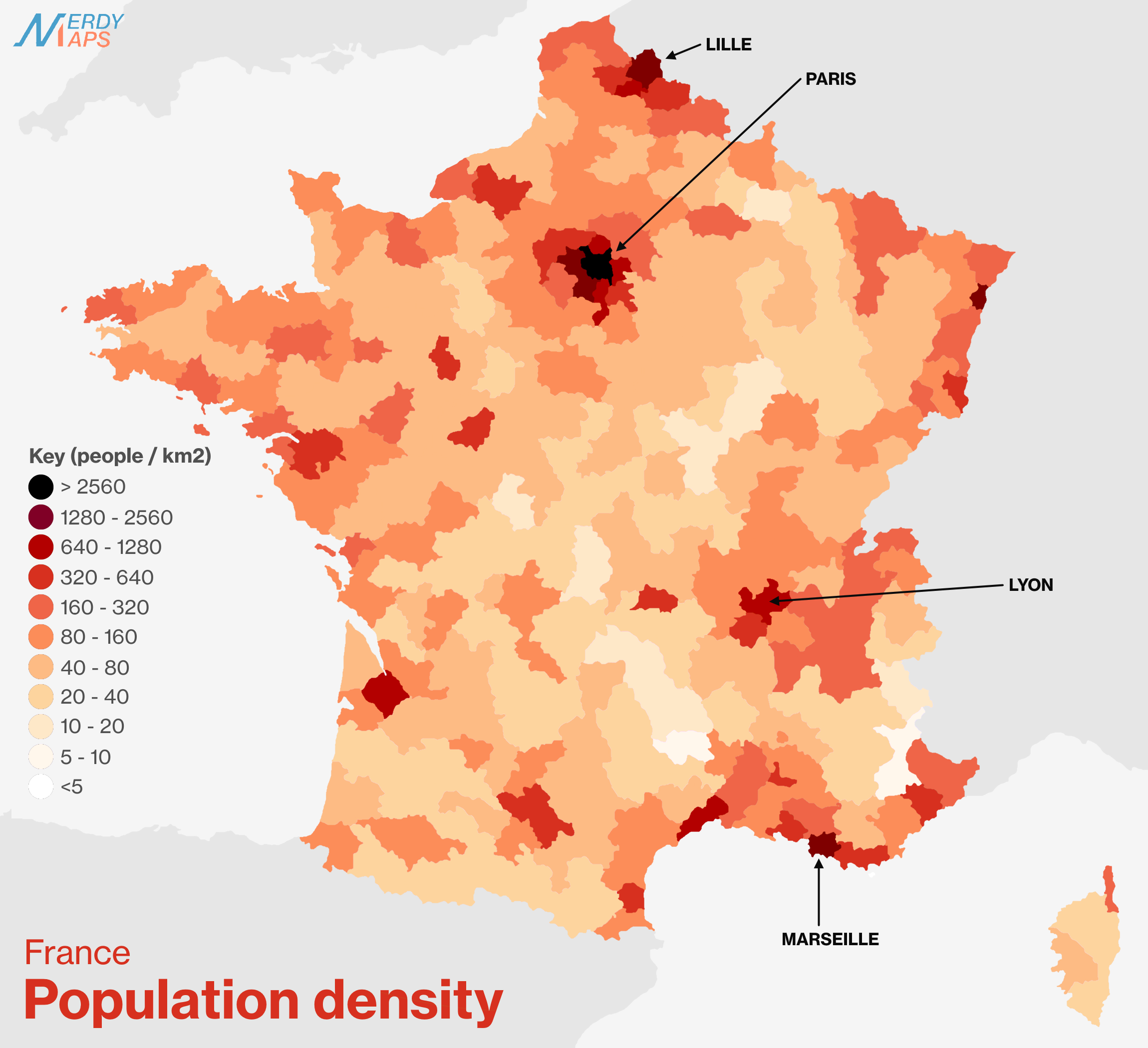
Bevölkerungsdichte

Das mit weitem Abstand größte Bevölkerungszentrum bildet der Ballungsraum Paris (Île-de-France) im Nordwesten des Landes mit etwa zwölf Millionen Einwohnern. Weiteren Zentren stellen die Mittelmeerküste mit den Hafenstädten Marseille und Nizza, der Großraum Lyon im Osten und die Region um Lille im Norden dar. Das Zentrum Frankreichs ist dagegen deutlich dünner besiedelt und erlebt seit Jahrhunderten Abwanderung in die städtischen Zentren. 2018 betrug die Urbanisierungsrate in Frankreich circa 80 % (1960 noch circa 60 %), womit Frankreich zu den stark urbanisierten Ländern gehört. Die Kernstadt von Paris ist außerdem die europäische Großstadt mit der höchsten Bevölkerungsdichte (etwa 20.000 Personen pro km²).

### Größte Agglomerationen
| Rang | Agglomeration               | Einwohner (2020) |
| ---- | --------------------------- | ---------------- |
| 01   | Paris                       | 10.858.874       |
| 02   | Lyon                        | 1.693.159        |
| 03   | Marseille - Aix-en-Provence | 1.618.479        |
| 04   | Lille                       | 1.053.636        |
| 05   | Toulouse                    | 1.047.829        |
| 06   | Bordeaux                    | 0.994.920        |
| 07   | Nizza                       | 0.955.154        |
| 08   | Nantes                      | 0.671.693        |
| 09   | Toulon                      | 0.590.479        |
| 10   | Douai-Lens                  | 0.505.589        |

## Ethnische Gruppen
Die heutigen indigenen Franzosen sind keltischen (Gallier) Ursprungs, mit einer Mischung aus romanischen (Römer) und germanischen (Franken) Elementen. Verschiedene Regionen spiegeln dieses vielfältige Erbe wider, mit bretonischen Einflüssen in Westfrankreich, aquitanischen im Südwesten, skandinavischen im Nordwesten, alemannischen im Nordosten und ligurischen Einflüssen im Südosten. Die französische Volksidentität bildete sich im Zeitalter des Absolutismus, als die verschiedenen regionalen Elemente zu einer Nation verschmolzen. Die Zugehörigkeit zu dieser wird in Frankreich stärker über kulturelle und linguistische Kriterien definiert als allein über die ethnische Abstammung. Zu den einheimischen Minderheiten gehören die Basken im französischen Baskenland, die Deutschen in Elsass und Lothringen und die Korsen auf Korsika. Durch Einwanderung ist Frankreich ein zunehmend multikulturelles und multiethnisches Land geworden. Schätzungen zufolge stammen bis zu 40 % der französischen Bevölkerung von den verschiedenen Einwanderungswellen, die das Land seit dem frühen 20. Jahrhundert erlebt hat, ab. In einer Studie aus dem Jahre 2015 wurde die Anzahl der Angehörigen ethnischer Minderheiten in Frankreich im Jahr 2011 auf 30 % geschätzt, wenn die Abstammung auf drei Generationen zurückverfolgt wird. 15 % waren davon europäischen Ursprungs und weitere 15 % stammten aus anderen Teilen der Welt. Die größte nichtwestliche Gruppe bilden Nordafrikaner mit Herkunft aus den Staaten des Maghrebs.
Im Jahr 2008 schätzte eine vom französischen Statistikamt durchgeführte Umfrage, dass fünf Millionen Einwohner italienischer Abstammung waren, gefolgt von drei bis sechs Millionen Einwohnern nordafrikanischer Herkunft, zweieinhalb Millionen Einwohnern mit Herkunft aus der Afrika südlich der Sahara und 200.000 Einwohnern türkischer Herkunft. In Frankreich gibt es über 300.000 ethnische Armenier. Die größte ostasiatische Gruppe bilden die Vietnamesen, deren Zahl auf 350.000 geschätzt wird. Es gibt auch beträchtliche Minderheiten anderer europäischer ethnischer Gruppen, zu den größten gehören Spanier, Portugiesen, Polen und Griechen. Seit 2004 nimmt die Zahl der Rumänen und Bulgaren in Frankreich zu. Aufgrund der besseren wirtschaftlichen Möglichkeiten migrieren viele Menschen aus den Überseegebieten auf das Festland. Diese Personen gelten nicht als Ausländer, werden in den meisten Fällen jedoch de facto als ethnische Minderheiten wahrgenommen.
Durch Migration und höhere Geburtenraten nimmt der Anteil an ethnischen Minderheiten zu. Im Jahr 2010 hatten 27,3 % der Neugeborenen im französischen Mutterland mindestens einen im Ausland geborenen Elternteil und 23,9 % mindestens einen außerhalb Europas geborenen Elternteil (in Übersee geborene Eltern gelten als in Frankreich geboren).

## Sprache
Gemäß Artikel 2 der Verfassung ist die Amtssprache Frankreichs Französisch, eine romanische Sprache, die vom Lateinischen abgeleitet ist. Seit 1635 ist die Académie française die offizielle Autorität Frankreichs für die französische Sprache, obwohl ihre Empfehlungen kein rechtliches Gewicht haben. In Frankreich werden auch regionale Sprachen gesprochen, wie Okzitanisch, Bretonisch, Katalanisch, Flämisch (niederländischer Dialekt), Korsisch, Elsässisch (deutscher Dialekt) und Baskisch. Italienisch war bis zum 9. Mai 1859 die Amtssprache Korsikas. Nachdem Minderheitensprachen lange Zeit benachteiligt wurden, hat die Lage sich inzwischen gebessert. Die Sprache spielt eine wichtige Rolle in der französischen Identität und Kultur und wurde durch das französische Kolonialreich in der gesamten Welt verbreitet, so dass sie heute zu den weltweit am meisten gesprochenen Sprachen gehört.
Laut der Umfrage zur Erwachsenenbildung von 2007, die Teil eines Projekts der Europäischen Union war und vom INSEE in Frankreich durchgeführt wurde und auf einer Stichprobe von 15.350 Personen beruhte, war Französisch die Muttersprache von 87,2 % der Gesamtbevölkerung oder rund 55,81 Millionen Personen, gefolgt von Arabisch (3,6 %, 2,30 Mio.), Portugiesisch (1,5 %, 0,96 Mio.), Spanisch (1,2 %, 0,77 Mio.) und Italienisch (1,0 %, 0,64 Mio.). Menschen, die andere Sprachen als Muttersprache hatten, machten 5,2 % der Bevölkerung aus.

## Religion
Seit der französischen Revolution herrscht in Frankreich eine strenge Trennung zwischen Kirche und Staat und die Säkularisierung der Gesellschaft setzte in Frankreich bereits sehr früh ein. Laut einer Umfrage, die 2016 vom Institut Montaigne und dem Institut français d’opinion publique (IFOP) durchgeführt wurde, waren in diesem Jahr 51,1 % der französischen Gesamtbevölkerung Christen. Gleichzeitig hatten 39,6 % der Bevölkerung keine Religion (Atheisten oder Agnostizismus), 5,6 % waren Muslime, 2,5 % waren Anhänger anderer Glaubensrichtungen und die übrigen 0,4 % waren unentschlossen über ihren Glauben. In einer anderen Umfrage aus dem Jahr 2017 bezeichneten sich 27 % der Bevölkerung als überzeugte Atheisten, was einer der weltweit höchsten Werte war. Die Schätzungen zur Anzahl der Muslime in Frankreich variieren stark. Eine Schätzung des Pew Research Center geht 2017 von einem muslimischen Anteil von 8,8 % der Bevölkerung aus. Die 5,7 Millionen Muslime wären damit die zweitgrößte islamische Gemeinschaft in Europa hinter der von Russland. Die derzeitige jüdische Gemeinde in Frankreich (2016 sind etwa 0,8 % der Bevölkerung Juden) ist die größte in Europa und die drittgrößte der Welt nach der in Israel und den Vereinigten Staaten.
Die Mehrheit der Christen gehört der römisch-katholischen Kirche an. Der Anteil der Katholiken in Frankreich ist allerdings seit Jahrzehnten rückläufig. Ein starkes Wachstum weist der Islam auf, was inzwischen zu Konflikten und Debatten über die nationale Identität in dem laizistisch geprägten Land geführt hat, die aus der schlechten Integration eines Teils der muslimischen Bevölkerung und kulturellen Konflikten erwachsen. Da es zu einer zunehmenden Radikalisierung kommt und das Land von mehreren schweren Terroranschlägen erschüttert wurde, versucht die Regierung inzwischen, den Einfluss des Auslands auf die französischen Muslime zu beschränken und einen eigenen französischen Islam zu schaffen. Je nach Szenario wird für die Zukunft ein Wachstum des muslimischen Bevölkerungsanteils auf 17,4 bis 18 Prozent im Jahr 2050 erwartet. Für alle anderen Religionsgruppen im Land wird eine Stagnation oder ein Rückgang prognostiziert.

## Einwanderung

### Statistik
| Staat                        | Zahl (2021) in Tsd. | Anteil |
| ---------------------------- | ------------------- | ------ |
| Afrika (gesamt)              | 3.246,3             | 47,5   |
| Algerien                     | 870,5               | 12,7   |
| Marokko                      | 819,9               | 12,0   |
| Tunesien                     | 310,2               | 4,5    |
| Komoren                      | 137,0               | 2,0    |
| Senegal                      | 119,9               | 1,8    |
| Elfenbeinküste               | 117,1               | 1,7    |
| Demokratische Republik Kongo | 97,0                | 1,4    |
| Kamerun                      | 96,8                | 1,4    |
| Mali                         | 94,6                | 1,4    |
| Madagaskar                   | 83,3                | 1,2    |
| Republik Kongo               | 74,5                | 1,1    |
| Guinea                       | 59,8                | 0,9    |
| Mauritius                    | 36,4                | 0,5    |
| Kap Verde                    | 29,6                | 0,4    |
| Ägypten                      | 29,4                | 0,4    |
| Togo                         | 23,6                | 0,3    |
| Angola                       | 23,0                | 0,3    |
| Gabun                        | 22,8                | 0,3    |
| Benin                        | 22,4                | 0,3    |
| Mauretanien                  | 19,5                | 0,3    |
| Europa (gesamt)              | 2.201,7             | 32,2   |
| Portugal                     | 587,3               | 8,6    |
| Italien                      | 282,4               | 4,1    |
| Spanien                      | 238,6               | 3,5    |
| Vereinigtes Königreich       | 142,2               | 2,1    |
| Rumänien                     | 135,3               | 2,0    |
| Belgien                      | 124,1               | 1,8    |
| Deutschland                  | 104,6               | 1,5    |
| Serbien                      | 86,4                | 1,3    |
| Polen                        | 81,6                | 1,2    |
| Russland                     | 72,1                | 1,1    |
| Schweiz                      | 57,9                | 0,8    |
| Niederlande                  | 34,9                | 0,5    |
| Albanien                     | 32,7                | 0,5    |
| Moldau                       | 32,3                | 0,5    |
| Bulgarien                    | 30,3                | 0,4    |
| Ukraine                      | 29,6                | 0,4    |
| Bosnien und Herzegowina      | 15,0                | 0,2    |
| Griechenland                 | 12,4                | 0,2    |
| Ungarn                       | 9,5                 | 0,1    |
| Mazedonien                   | 8,7                 | 0,1    |
| Asien (gesamt)               | 986,7               | 14,4   |
| Türkei                       | 245,8               | 3,6    |
| Volksrepublik China          | 106,5               | 1,6    |
| Vietnam                      | 76,7                | 1,1    |
| Kambodscha                   | 50,2                | 0,7    |
| Sri Lanka                    | 49,4                | 0,7    |
| Indien                       | 47,4                | 0,4    |
| Syrien                       | 41,1                | 0,6    |
| Libanon                      | 40,7                | 0,6    |
| Armenien                     | 33,8                | 0,5    |
| Laos                         | 32,7                | 0,5    |
| Afghanistan                  | 30,2                | 0,4    |
| Pakistan                     | 29,9                | 0,4    |
| Iran                         | 23,8                | 0,3    |
| Philippinen                  | 20,5                | 0,3    |
| Thailand                     | 19,5                | 0,3    |
| Bangladesch                  | 18,6                | 0,3    |
| Georgien                     | 18,6                | 0,3    |
| Japan                        | 18,2                | 0,3    |
| Südkorea                     | 17,4                | 0,3    |
| Irak                         | 13,8                | 0,2    |
| Amerika und Ozeanien         | 396,6               | 5,8    |
| Haiti                        | 96,3                | 1,4    |
| Brasilien                    | 60,3                | 0,9    |
| Vereinigte Staaten           | 37,6                | 0,9    |
| Kolumbien                    | 34,1                | 0,5    |
| Suriname                     | 30,7                | 0,4    |
| Kanada                       | 17,1                | 0,3    |
| Mexiko                       | 14,0                | 0,2    |
| Peru                         | 13,2                | 0,2    |
| Chile                        | 12,8                | 0,2    |
| Argentinien                  | 12,6                | 0,2    |
| Gesamt                       | 6.831,3             | 100,0  |

### Beschreibung
2015 waren 12,1 % der Bevölkerung im Ausland geboren. 2018 hatten 7 % der Bevölkerung eine ausländische Staatsangehörigkeit (2008 waren es noch 5,8 %). Insgesamt 20 % der Bevölkerung stammen von jüngeren Einwanderungswellen ab. 2013 lag die Nettoeinwanderung nach Frankreich bei 107.000 Personen. 2018 waren 3,3 Millionen Ausländer aus Afrika, 3,1 Millionen aus Europa, 0,7 Millionen aus Asien und 0,3 Millionen aus Amerika oder Ozeanien. Das Gebiet mit dem größten Anteil an Einwanderern ist der Großraum Paris, in dem 2012 fast 40 % der Einwanderer lebten. Andere Regionen mit wichtigen Einwandererbevölkerungen sind Rhône-Alpes (Lyon) und Provence-Alpes-Côte d’Azur (Marseille). Hier ist demzufolge auch der Anteil an Einwanderern am höchsten.
Die Migration aus dem Ausland hat eine lange Geschichte und zu einem bedeutenden Teil zum Bevölkerungswachstum beigetragen. Bereits im frühen 20. Jahrhundert hatte das Land Einwanderungswellen erlebt. Die Mehrheit der Einwanderer in den 1920er Jahren stammten aus Italien und Polen, ab den 1930er Jahren auch aus anderen süd- und osteuropäischen Ländern sowie aus französischen Kolonien in Afrika und Asien. Diese erste Welle wurde schließlich durch die wirtschaftlichen Probleme der 1930er Jahre gestoppt. Durch den Spanischen Bürgerkrieg von 1936 bis 1939 flüchteten viele Anhänger der Republikaner nach Frankreich.
Nach dem Zweiten Weltkrieg erholte sich die französische Fruchtbarkeitsrate beträchtlich, wie oben erwähnt, aber das Wirtschaftswachstum in Frankreich war so hoch, dass neue Einwanderer im Land benötigt wurden. Die meisten Einwanderer waren Portugiesen, Italiener, Spanier sowie Araber und Berber aus Nordafrika. Die erste Welle kam in den 1950er Jahren, aber die Hauptankünfte geschahen in den 1960ern und 1970ern. Mehr als eine Million Menschen aus dem Maghreb sind in den 1960er und frühen 1970er Jahren eingewandert, insbesondere aus Algerien (nach dem Ende der dortigen französischen Herrschaft). Eine Million europäische Pieds-noirs wanderten 1962 und in den folgenden Jahren während der chaotischen Unabhängigkeit Algeriens ebenfalls aus Algerien ein. Frankreich hat knapp drei Millionen Einwohner algerischer Abstammung, von denen ein kleiner Prozentsatz Franzosen der dritten oder vierten Generation sind. Ein bedeutender Teil der Juden aus dem Maghreb lebt zudem heute in Frankreich. Einwanderer kamen außerdem aus Subsahara-Afrika (Senegal, Mali und weiteren französischsprachigen Ländern) und den Überseegebieten (Martinique, Guadeloupe, Réunion, Französisch-Guayana, Französisch-Polynesien und Mayotte) sowie Vietnam als Folge des Vietnamkriegs. 1974 stoppte Frankreich schließlich sein Anwerbeprogramm für ausländische Arbeitskräfte.
Im ersten Jahrzehnt des 21. Jahrhunderts wurde die Netto-Migrationsrate auf 0,66 Migranten pro 1000 Einwohner pro Jahr geschätzt. Dies ist eine sehr niedrige Einwanderungsrate im Vergleich zu anderen europäischen Ländern, den Vereinigten Staaten oder Kanada. Seit Anfang der 1990er Jahre versucht Frankreich, die Einwanderung einzudämmen. In den 2000er Jahren gewinnen außerdem einwanderungsfeindliche Kräfte zunehmend an politischem Einfluss.

## Soziale Lage
Frankreich verfügt über ein sehr gut ausgebautes soziales Sicherungsnetz, das durch hohe Steuern und Sozialabgaben finanziert wird. Der heutige Sozialstaat ist im Wesentlichen nach dem Zweiten Weltkrieg aufgebaut worden, als die Staats- und Steuerquote stark anstieg (Etatismus). Frankreich schneidet bei verschiedenen sozioökonomischen Kriterien im weltweiten Vergleich gut ab und verfügt über einen der weltweit höchsten Lebensstandards. Die Ungleichheit ist in Frankreich niedriger als in vielen anderen europäischen Ländern und die Franzosen verfügen im Durchschnitt über ein relativ hohes privates Vermögen, welches im Mittel deutlich über dem in Deutschland liegt. Dennoch kommen soziale Probleme vor allem in den Vorstädten (Banlieues) zum Vorschein, in denen es regelmäßig zu sozialen Unruhen kommt.
Als problematisch gilt die hohe Arbeitslosenquote bei Jugendlichen, die 2017 bei 22,3 % lag. Besonders hoch ist dieser Anteil bei Jugendlichen mit Abstammung aus der Maghreb-Region, Afrika südlich der Sahara oder den Überseegebieten, was das Gefühl von Diskriminierung und Perspektivlosigkeit unter diesen Bevölkerungsgruppen befördert. Die nationale Armutsquote lag 2016 bei 14 %.
Das französische Gesundheitssystem ist eines der allgemeinen Gesundheitsversorgung, das größtenteils von der staatlichen Krankenversicherung finanziert wird. In einer Studie der Weltgesundheitsorganisation zur Bewertung von Gesundheitssystemen weltweit belegte Frankreich im Jahr 2000 den ersten Platz als das weltweit beste Gesundheitssystem. Die Lebenserwartung in Frankreich betrug 2017 im Durchschnitt 82,5 Jahre (Frauen: 85,7 Jahre; Männer: 79,5 Jahre) und belegt damit einen weltweiten Spitzenplatz. Frankreich wendet einen Anteil von 11,5 % des Bruttoinlandsprodukt für sein Gesundheitssystem auf und belegt damit hinter der Schweiz den zweiten Rang in Europa. Der öffentliche Anteil an den Gesundheitsausgaben liegt bei über 80 %.
Das Schulsystem in Frankreich ist zentralisiert und besteht aus den drei Stufen Grundschulbildung, Sekundarschulbildung und Hochschulbildung. Das von der OECD koordinierte Programm zur Bewertung von Schülern weltweit stufte Frankreichs Bildungsstand im Jahr 2015 in etwa auf den OECD-Durchschnitt ein. Im PISA-Ranking von 2015 erreichen Frankreichs Schüler Platz 26 von 72 Ländern in Mathematik, Platz 19 in Naturwissenschaften und Platz 25 beim Leseverständnis. Frankreich liegt damit im Mittelfeld unter den OECD-Staaten. Als Problem gilt die hohe Ungleichheit im Bildungssystem, da Schulen in sozialen Brennpunkten oft schlecht ausgestattet sind, während gleichzeitig eine kleine Anzahl von Universitäten nahezu die gesamte Elite des Landes produziert.

## Statistik

### Geburten und Todesfälle seit 1900
Jährliche Entwicklung verschiedener demografischer Indikatoren:
| J A H R | Durchschnittliche Bevölkerung | Geburten | Todesfälle | Natürliche Änderung | Geburtenrate (je 1.000 Ew.) | Sterberate (je 1.000 Ew.) | Änderung (je 1.000 Ew.) | Fertilität pro Frau | Kindersterblichkeit (je 1.000 Geburten) | Lebenserwartung (Männer) | Lebenserwartung (Frauen) |
| ------- | ----------------------------- | -------- | ---------- | ------------------- | --------------------------- | ------------------------- | ----------------------- | ------------------- | --------------------------------------- | ------------------------ | ------------------------ |
| 1900    |                               | 885.200  | 818.900    | 66.300              | 22,7                        | 21,0                      | 1,7                     | 2,8000              |                                         |                          |                          |
| 1901    | 40.710.000                    | 917.075  | 825.315    | 91.760              | 22,5                        | 20,3                      | 2,3                     | 2,9028              |                                         |                          |                          |
| 1902    | 40.810.000                    | 904.434  | 801.379    | 103.055             | 22,2                        | 19,6                      | 2,5                     | 2,8530              |                                         |                          |                          |
| 1903    | 40.910.000                    | 884.498  | 794.566    | 89.932              | 21,6                        | 19,4                      | 2,2                     | 2,7840              |                                         |                          |                          |
| 1904    | 41.000.000                    | 877.091  | 802.536    | 74.555              | 21,4                        | 19,6                      | 1,8                     | 2,7483              |                                         |                          |                          |
| 1905    | 41.050.000                    | 865.604  | 812.338    | 53.266              | 21,1                        | 19,8                      | 1,3                     | 2,7059              |                                         |                          |                          |
| 1906    | 41.100.000                    | 864.745  | 820.051    | 44.694              | 21,0                        | 20,0                      | 1,1                     | 2,7000              |                                         |                          |                          |
| 1907    | 41.100.000                    | 829.632  | 830.871    | -1.239              | 20,2                        | 20,2                      | .-0,0                   | 2,5755              |                                         |                          |                          |
| 1908    | 41.190.000                    | 848.982  | 784.415    | 64.567              | 20,6                        | 19,0                      | 1,6                     | 2,6363              |                                         |                          |                          |
| 1909    | 41.240.000                    | 824.739  | 792.798    | 31.941              | 20,0                        | 19,2                      | 0,8                     | 2,5573              |                                         |                          |                          |
| 1910    | 41.350.000                    | 828.140  | 737.877    | 90.263              | 20,0                        | 17,8                      | 2,2                     | 2,5705              |                                         |                          |                          |
| 1911    | 41.420.000                    | 793.506  | 813.653    | -20.147             | 19,2                        | 19,6                      | -0,5                    | 2,4620              |                                         |                          |                          |
| 1912    | 41.530.000                    | 801.642  | 726.848    | 74.794              | 19,3                        | 17,5                      | 1,8                     | 2,4853              |                                         |                          |                          |
| 1913    | 41.620.000                    | 795.851  | 736.937    | 58.914              | 19,1                        | 17,7                      | 1,4                     | 2,4680              |                                         |                          |                          |
| 1914    | 41.630.000                    | 757.931  | 774.931    | -17.000             | 18,2                        | 18,6                      | -0,4                    | 2,3354              |                                         |                          |                          |
| 1915    | 40.620.000                    | 482.968  | 747.968    | -265.000            | 11,9                        | 18,4                      | -6,5                    | 1,5194              |                                         |                          |                          |
| 1916    | 40.020.000                    | 384.676  | 697.676    | -313.000            | 9,6                         | 17,4                      | -7,8                    | 1,2304              |                                         |                          |                          |
| 1917    | 39.420.000                    | 412.744  | 712.744    | -300.000            | 10,5                        | 18,1                      | -7,6                    | 1,3419              |                                         |                          |                          |
| 1918    | 38.670.000                    | 472.816  | 867.816    | -395.000            | 12,2                        | 22,4                      | -10,2                   | 1,5593              |                                         |                          |                          |
| 1919    | 38.600.000                    | 506.960  | 739.901    | -232.941            | 13,1                        | 19,2                      | -6,0                    | 1,5907              |                                         |                          |                          |
| 1920    | 38.900.000                    | 838.137  | 675.676    | 162.461             | 21,5                        | 17,4                      | 4,2                     | 2,6946              |                                         |                          |                          |
| 1921    | 39.140.000                    | 816.555  | 697.904    | 118.651             | 20,9                        | 17,8                      | 3,0                     | 2,6014              |                                         |                          |                          |
| 1922    | 39.310.000                    | 764.373  | 692.322    | 72.051              | 19,4                        | 17,6                      | 1,8                     | 2,4230              |                                         |                          |                          |
| 1923    | 39.750.000                    | 765.888  | 670.326    | 95.562              | 19,3                        | 16,9                      | 2,4                     | 2,4067              |                                         |                          |                          |
| 1924    | 40.170.000                    | 757.873  | 683.296    | 74.577              | 18,9                        | 17,0                      | 1,9                     | 2,3561              |                                         |                          |                          |
| 1925    | 40.460.000                    | 774.455  | 712.211    | 62.244              | 19,1                        | 17,6                      | 1,5                     | 2,3884              |                                         |                          |                          |
| 1926    | 40.710.000                    | 771.690  | 716.966    | 54.724              | 19,0                        | 17,6                      | 1,3                     | 2,3680              |                                         |                          |                          |
| 1927    | 40.770.000                    | 748.102  | 679.809    | 68.293              | 18,3                        | 16,7                      | 1,7                     | 2,2895              |                                         |                          |                          |
| 1928    | 40.880.000                    | 753.570  | 678.269    | 75.301              | 18,4                        | 16,6                      | 1,8                     | 2,3052              |                                         |                          |                          |
| 1929    | 41.020.000                    | 734.140  | 742.732    | -8.592              | 17,9                        | 18,1                      | -0,2                    | 2,2412              |                                         |                          |                          |
| 1930    | 41.340.000                    | 754.020  | 652.953    | 101.067             | 18,2                        | 15,8                      | 2,4                     | 2,2953              |                                         |                          |                          |
| 1931    | 41.550.000                    | 737.611  | 682.816    | 54.795              | 17,8                        | 16,4                      | 1,3                     | 2,2470              |                                         |                          |                          |
| 1932    | 41.510.000                    | 726.299  | 663.705    | 62.594              | 17,5                        | 16,0                      | 1,5                     | 2,2258              |                                         |                          |                          |
| 1933    | 41.520.000                    | 682.394  | 664.133    | 18.261              | 16,4                        | 16,0                      | 0,4                     | 2,1110              |                                         |                          |                          |
| 1934    | 41.570.000                    | 681.518  | 637.713    | 43.805              | 16,4                        | 15,3                      | 1,1                     | 2,1406              |                                         |                          |                          |
| 1935    | 41.550.000                    | 643.870  | 661.722    | -17.852             | 15,5                        | 15,9                      | -0,4                    | 2,0696              |                                         |                          |                          |
| 1936    | 41.500.000                    | 634.344  | 645.844    | -11.500             | 15,3                        | 15,6                      | -0,3                    | 2,0919              |                                         |                          |                          |
| 1937    | 41.530.000                    | 621.453  | 632.896    | -11.443             | 15,0                        | 15,2                      | -0,3                    | 2,0989              |                                         |                          |                          |
| 1938    | 41.560.000                    | 615.582  | 650.832    | -35.250             | 14,8                        | 15,7                      | -0,8                    | 2,1276              |                                         |                          |                          |
| 1939    | 41.510.000                    | 615.599  | 645.677    | -30.078             | 14,8                        | 15,6                      | -0,7                    | 2,1662              |                                         |                          |                          |
| 1940    | 40.690.000                    | 561.281  | 740.281    | -179.000            | 13,8                        | 18,2                      | -4,4                    | 2,0025              |                                         |                          |                          |
| 1941    | 39.420.000                    | 522.261  | 675.261    | -153.000            | 13,2                        | 17,1                      | -3,9                    | 1,8535              |                                         |                          |                          |
| 1942    | 39.220.000                    | 575.261  | 656.261    | -81.000             | 14,7                        | 16,7                      | -2,1                    | 2,0425              |                                         |                          |                          |
| 1943    | 38.860.000                    | 615.780  | 626.780    | -11.000             | 15,8                        | 16,1                      | -0,3                    | 2,1864              |                                         |                          |                          |
| 1944    | 38.770.000                    | 629.878  | 666.878    | -37.000             | 16,2                        | 17,2                      | -1,0                    | 2,2494              |                                         |                          |                          |
| 1945    | 39.660.000                    | 645.899  | 643.899    | 2.000               | 16,3                        | 16,2                      | 0,1                     | 2,3102              |                                         |                          |                          |
| 1946    | 40.287.000                    | 843.904  | 545.880    | 298.024             | 20,9                        | 13,5                      | 7,4                     | 2,9979              | 77,8                                    | 59,9                     | 65,2                     |
| 1947    | 40.679.000                    | 870.472  | 538.157    | 332.315             | 21,4                        | 13,2                      | 8,2                     | 3,0366              | 71,1                                    | 61,2                     | 66,7                     |
| 1948    | 41.112.000                    | 870.836  | 513.210    | 357.626             | 21,2                        | 12,5                      | 8,7                     | 3,0195              | 55,9                                    | 62,7                     | 68,8                     |
| 1949    | 41.480.000                    | 872.661  | 573.598    | 299.063             | 21,0                        | 13,8                      | 7,2                     | 3,0044              | 60,3                                    | 62,2                     | 67,6                     |
| 1950    | 41.829.000                    | 862.310  | 534.480    | 327.830             | 20,6                        | 12,8                      | 7,8                     | 2,9466              | 52,0                                    | 63,4                     | 69,2                     |
| 1951    | 42.156.000                    | 826.722  | 565.829    | 260.893             | 19,6                        | 13,4                      | 6,2                     | 2,8056              | 50,8                                    | 63,1                     | 68,9                     |
| 1952    | 42.460.000                    | 822.204  | 524.831    | 297.373             | 19,4                        | 12,4                      | 7,0                     | 2,7772              | 45,2                                    | 64,4                     | 70,2                     |
| 1953    | 42.752.000                    | 804.696  | 556.983    | 247.713             | 18,8                        | 13,0                      | 5,8                     | 2,7038              | 41,9                                    | 64,3                     | 70,3                     |
| 1954    | 43.057.000                    | 810.754  | 518.892    | 291.862             | 18,8                        | 12,1                      | 6,8                     | 2,7142              | 40,7                                    | 65,0                     | 71,2                     |
| 1955    | 43.428.000                    | 805.917  | 526.322    | 279.595             | 18,6                        | 12,1                      | 6,4                     | 2,6835              | 38,6                                    | 65,2                     | 71,5                     |
| 1956    | 43.843.000                    | 806.916  | 545.700    | 261.216             | 18,4                        | 12,4                      | 6,0                     | 2,6735              | 36,2                                    | 65,2                     | 71,7                     |
| 1957    | 44.311.000                    | 816.467  | 532.107    | 284.360             | 18,4                        | 12,0                      | 6,4                     | 2,6947              | 33,8                                    | 65,5                     | 72,2                     |
| 1958    | 44.789.000                    | 812.215  | 500.596    | 311.619             | 18,1                        | 11,2                      | 7,0                     | 2,6835              | 31,4                                    | 66,8                     | 73,4                     |
| 1959    | 45.240.000                    | 829.249  | 509.114    | 320.135             | 18,3                        | 11,3                      | 7,1                     | 2,7521              | 29,6                                    | 66,8                     | 73,2                     |
| 1960    | 45.684.000                    | 819.819  | 520.960    | 298.859             | 17,9                        | 11,4                      | 6,5                     | 2,7396              | 27,4                                    | 67,0                     | 73,6                     |
| 1961    | 46.163.000                    | 838.633  | 500.289    | 338.344             | 18,2                        | 10,8                      | 7,3                     | 2,8242              | 25,7                                    | 67,5                     | 74,4                     |
| 1962    | 46.998.000                    | 832.353  | 541.147    | 291.206             | 17,7                        | 11,5                      | 6,2                     | 2,7957              | 25,7                                    | 67,0                     | 73,9                     |
| 1963    | 47.816.000                    | 868.876  | 557.852    | 311.024             | 18,2                        | 11,7                      | 6,5                     | 2,8962              | 25,6                                    | 66,8                     | 73,8                     |
| 1964    | 48.310.000                    | 877.804  | 520.033    | 357.771             | 18,2                        | 10,8                      | 7,4                     | 2,9149              | 23,4                                    | 67,7                     | 74,8                     |
| 1965    | 48.758.000                    | 865.688  | 543.696    | 321.992             | 17,8                        | 11,2                      | 6,6                     | 2,8492              | 21,9                                    | 67,5                     | 74,7                     |
| 1966    | 49.164.000                    | 863.527  | 528.782    | 334.745             | 17,6                        | 10,8                      | 6,8                     | 2,8008              | 21,7                                    | 67,8                     | 75,2                     |
| 1967    | 49.548.000                    | 840.568  | 543.033    | 297.535             | 17,0                        | 11,0                      | 6,0                     | 2,6711              | 20,7                                    | 67,8                     | 75,2                     |
| 1968    | 49.915.000                    | 835.796  | 553.441    | 282.355             | 16,7                        | 11,1                      | 5,7                     | 2,5880              | 20,4                                    | 67,8                     | 75,2                     |
| 1969    | 50.318.000                    | 842.245  | 573.335    | 268.910             | 16,7                        | 11,4                      | 5,3                     | 2,5343              | 19,6                                    | 67,4                     | 75,1                     |
| 1970    | 50.772.000                    | 850.381  | 542.277    | 308.104             | 16,7                        | 10,7                      | 6,1                     | 2,4803              | 18,2                                    | 68,4                     | 75,9                     |
| 1971    | 51.251.000                    | 881.284  | 554.151    | 327.133             | 17,2                        | 10,8                      | 6,4                     | 2,4972              | 17,2                                    | 68,3                     | 75,9                     |
| 1972    | 51.701.000                    | 877.506  | 549.900    | 327.606             | 17,0                        | 10,6                      | 6,3                     | 2,4187              | 16,0                                    | 68,5                     | 76,2                     |
| 1973    | 52.118.000                    | 857.186  | 558.782    | 298.404             | 16,4                        | 10,7                      | 5,7                     | 2,3086              | 15,4                                    | 68,7                     | 76,3                     |
| 1974    | 52.460.000                    | 801.218  | 552.551    | 248.667             | 15,3                        | 10,5                      | 4,7                     | 2,1123              | 14,6                                    | 68,9                     | 76,7                     |
| 1975    | 52.699.000                    | 745.065  | 560.353    | 184.712             | 14,1                        | 10,6                      | 3,5                     | 1,9272              | 13,8                                    | 69,0                     | 76,9                     |
| 1976    | 52.909.000                    | 720.395  | 557.114    | 163.281             | 13,6                        | 10,5                      | 3,1                     | 1,8290              | 12,5                                    | 69,2                     | 77,2                     |
| 1977    | 53.145.000                    | 744.744  | 536.221    | 208.523             | 14,0                        | 10,1                      | 3,9                     | 1,8619              | 11,4                                    | 69,7                     | 77,8                     |
| 1978    | 53.376.000                    | 737.062  | 546.916    | 190.146             | 13,8                        | 10,2                      | 3,6                     | 1,8215              | 10,7                                    | 69,8                     | 77,9                     |
| 1979    | 53.606.000                    | 757.354  | 541.805    | 215.549             | 14,1                        | 10,1                      | 4,0                     | 1,8553              | 10,0                                    | 70,1                     | 78,3                     |
| 1980    | 53.880.000                    | 800.376  | 547.107    | 253.269             | 14,9                        | 10,2                      | 4,7                     | 1,9450              | 10,0                                    | 70,2                     | 78,4                     |
| 1981    | 54.182.000                    | 805.483  | 554.823    | 250.660             | 14,9                        | 10,2                      | 4,6                     | 1,9455              | 9,7                                     | 70,4                     | 78,5                     |
| 1982    | 54.492.000                    | 797.223  | 543.104    | 254.119             | 14,6                        | 10,0                      | 4,7                     | 1,9123              | 9,5                                     | 70,7                     | 78,9                     |
| 1983    | 54.772.000                    | 748.525  | 559.655    | 188.870             | 13,7                        | 10,2                      | 3,4                     | 1,7844              | 9,1                                     | 70,7                     | 78,8                     |
| 1984    | 55.026.000                    | 759.939  | 542.490    | 217.449             | 13,8                        | 9,9                       | 4,0                     | 1,8020              | 8,3                                     | 71,2                     | 79,3                     |
| 1985    | 55.284.000                    | 768.431  | 552.496    | 215.935             | 13,9                        | 10,0                      | 3,9                     | 1,8140              | 8,3                                     | 71,3                     | 79,4                     |
| 1986    | 55.577.000                    | 778.468  | 546.926    | 231.542             | 14,0                        | 9,8                       | 4,2                     | 1,8310              | 8,0                                     | 71,5                     | 79,7                     |
| 1987    | 55.824.000                    | 767.828  | 527.466    | 240.362             | 13,8                        | 9,4                       | 4,3                     | 1,8010              | 7,8                                     | 72,0                     | 80,3                     |
| 1988    | 56.118.000                    | 771.268  | 524.600    | 246.668             | 13,7                        | 9,3                       | 4,4                     | 1,8050              | 7,8                                     | 72,3                     | 80,5                     |
| 1989    | 56.423.000                    | 765.473  | 529.283    | 236.190             | 13,6                        | 9,4                       | 4,2                     | 1,7880              | 7,5                                     | 72,5                     | 80,6                     |
| 1990    | 56.709.000                    | 762.407  | 526.201    | 236.206             | 13,4                        | 9,3                       | 4,2                     | 1,7780              | 7,3                                     | 72,7                     | 81,0                     |
| 1991    | 56.976.000                    | 759.056  | 524.685    | 234.371             | 13,3                        | 9,2                       | 4,1                     | 1,7700              | 7,3                                     | 72,9                     | 81,2                     |
| 1992    | 57.240.000                    | 743.658  | 521.530    | 222.128             | 13,0                        | 9,1                       | 3,9                     | 1,7330              | 6,8                                     | 73,2                     | 81,5                     |
| 1993    | 57.467.000                    | 711.610  | 532.263    | 179.347             | 12,4                        | 9,3                       | 3,1                     | 1,6600              | 6,5                                     | 73,3                     | 81,5                     |
| 1994    | 57.659.000                    | 710.993  | 519.965    | 191.028             | 12,3                        | 9,0                       | 3,3                     | 1,6630              | 5,9                                     | 73,7                     | 81,9                     |
| 1995    | 57.844.000                    | 729.609  | 531.618    | 197.991             | 12,6                        | 9,2                       | 3,4                     | 1,7130              | 4,9                                     | 73,9                     | 81,9                     |
| 1996    | 58.026.000                    | 734.338  | 535.775    | 198.563             | 12,7                        | 9,2                       | 3,4                     | 1,7330              | 4,8                                     | 74,1                     | 82,1                     |
| 1997    | 58.207.000                    | 726.768  | 530.319    | 196.449             | 12,5                        | 9,1                       | 3,4                     | 1,7260              | 4,7                                     | 74,6                     | 82,3                     |
| 1998    | 58.398.000                    | 738.080  | 534.005    | 204.075             | 12,6                        | 9,1                       | 3,5                     | 1,7640              | 4,6                                     | 74,8                     | 82,4                     |
| 1999    | 58.661.000                    | 744.791  | 537.661    | 207.130             | 12,7                        | 9,2                       | 3,5                     | 1,7910              | 4,3                                     | 75,0                     | 82,5                     |
| 2000    | 59.049.000                    | 774.782  | 530.864    | 243.918             | 13,1                        | 9,0                       | 4,1                     | 1,8740              | 4,4                                     | 75,3                     | 82,8                     |
| 2001    | 59.477.000                    | 770.945  | 531.073    | 239.872             | 13,0                        | 8,9                       | 4,0                     | 1,8770              | 4,5                                     | 75,5                     | 82,9                     |
| 2002    | 59.894.000                    | 761.630  | 535.144    | 226.486             | 12,7                        | 8,9                       | 3,8                     | 1,8640              | 4,1                                     | 75,8                     | 83,1                     |
| 2003    | 60.304.000                    | 761.464  | 552.339    | 209.125             | 12,6                        | 9,2                       | 3,5                     | 1,8740              | 4,0                                     | 75,9                     | 83,0                     |
| 2004    | 60.734.000                    | 767.816  | 509.429    | 258.387             | 12,6                        | 8,4                       | 4,3                     | 1,8980              | 3,9                                     | 76,7                     | 83,9                     |
| 2005    | 61.182.000                    | 774.355  | 527.533    | 246.822             | 12,7                        | 8,6                       | 4,0                     | 1,9200              | 3,6                                     | 76,8                     | 83,9                     |
| 2006    | 61.598.000                    | 796.896  | 516.416    | 280.480             | 12,9                        | 8,4                       | 4,6                     | 1,9800              | 3,6                                     | 77,2                     | 84,2                     |
| 2007    | 61.965.000                    | 785.985  | 521.016    | 264.969             | 12,7                        | 8,4                       | 4,3                     | 1,9590              | 3,6                                     | 77,4                     | 84,4                     |
| 2008    | 62.301.000                    | 796.044  | 532.131    | 263.913             | 12,8                        | 8,5                       | 4,2                     | 1,9900              | 3,6                                     | 77,6                     | 84,4                     |
| 2009    | 62.616.000                    | 793.420  | 538.166    | 255.254             | 12,7                        | 8,6                       | 4,1                     | 1,9890              | 3,7                                     | 77,8                     | 84,5                     |
| 2010    | 62.765.000                    | 802.224  | 540.469    | 261.755             | 12,8                        | 8,6                       | 4,2                     | 2,0160              | 3,6                                     | 78,0                     | 84,7                     |
| 2011    | 63.070.000                    | 792.996  | 534.795    | 258.201             | 12,5                        | 8,5                       | 4,0                     | 1,9960              | 3,5                                     | 78,4                     | 85,0                     |
| 2012    | 63.375.000                    | 790.290  | 559.227    | 231.063             | 12,4                        | 8,8                       | 3,6                     | 1,9920              | 3,5                                     | 78,5                     | 84,8                     |
| 2013    | 63.697.000                    | 781.621  | 558.408    | 223.213             | 12,3                        | 8,8                       | 3,5                     | 1,9730              | 3,6                                     | 78,8                     | 85,0                     |
| 2014    | 64.164.000                    | 781.167  | 547.003    | 234.164             | 12,2                        | 8,5                       | 3,3                     | 1,9740              | 3,3                                     | 79,2                     | 85,4                     |
| 2015    | 64.385.000                    | 760.421  | 581.770    | 178.651             | 11,8                        | 9,0                       | 2,8                     | 1,9250              | 3,5                                     | 79,0                     | 85,1                     |
| 2016    | 64.554.000                    | 744.697  | 581.073    | 163.624             | 11,5                        | 9,0                       | 2,5                     | 1,8910              | 3,5                                     | 79,3                     | 85,3                     |
| 2017    | 64.742.000                    | 730.242  | 593.606    | 136.636             | 11,3                        | 9,2                       | 2,1                     | 1,8580              | 3,6                                     | 79,5                     | 85,3                     |
| 2018    | 64.970.000                    | 719.737  | 596.552    | 123.185             | 11,1                        | 9,2                       | 1,9                     | 1,8350              | 3,6                                     | 79,6                     | 85,5                     |
| 2019    | 65.191.000                    | 714.029  | 599.408    | 114.621             | 11,0                        | 9,2                       | 1,8                     | 1,8280              | 3,6                                     | 79,8                     | 85,6                     |
| 2020    | 65.366.000                    | 696.800  | 654.100    | 42.700              | 10,7                        | 10,0                      | 0,7                     | 1,7890              | 3,3                                     | 79,2                     | 85,2                     |
| 2021    | 65.627.000                    | 701.819  | 644.201    | 57.618              | 10,7                        | 9,8                       | 0,9                     | 1,7960              |                                         | 79,4                     | 85,5                     |
| J A H R | Durchschnittliche Bevölkerung | Geburten | Todesfälle | Natürliche Änderung | Geburtenrate (je 1.000 Ew.) | Sterberate (je 1.000 Ew.) | Änderung (je 1.000 Ew.) | Fertilität pro Frau | Kindersterblichkeit (je 1.000 Geburten) | Lebenserwartung (Männer) | Lebenserwartung (Frauen) |